# Contea di Turner (Dakota del Sud)
La contea di Turner, in inglese Turner County, è una contea dello Stato del Dakota del Sud, negli Stati Uniti. La popolazione al censimento del 2000 era di 8 849 abitanti. Il capoluogo di contea è Parker.